# Ganz TM
A Ganz TM (becenevén: „Stuka”) egy Ganz által 1940 és 1943 között gyártott négytengelyes, kétirányú, szóló villamostípus. A villamosokból összesen 75 darab készült, ezek mindegyike a BSzKRt járműállományába került, majd annak feloszlása után a kocsikat az FVV, később pedig a BKV üzemeltette. A típust az 1930-as években híressé vált amerikai PCC-konstrukció alapján készítették el. A villamos az 1948-as BNV-re elkészített TV típus (becenevén: „Szellem”) elődje volt, ami később a Ganz UV-k terveinek alapjaként szolgált.
A villamosok közel 40 éven át szolgálták a fővárosi villamosközlekedést, hanyatlásuk az 1970-es évek elején kezdődött meg: több kocsi forgóvázkeretén repedések és kisebb törések keletkeztek, részben emiatt megkezdődött a kocsik selejtezése: a villamosokat 1980-ig fokozatosan törölték az állományból, utoljára az óbudai vonalakon közlekedtek.

## Története

### Előzmények és a villamosok gyártása
Az 1930-as évek végén a főváros elkészítette a Boráros tér–Újpest (más néven Duna-parti) villamosvonal tervét, amelyre a BSzKRt hetvenöt darab négytengelyes motorkocsit tervezett vásárolni. Az első tizenöt motorkocsiról szóló szerződést 1939. július 14-én írták alá. A Ganznak ekkor lehetősége volt egy világszínvonalú kocsit gyártani, ugyanis külföldön akkoriban a legmodernebb konstrukció az 1930-as években ismertté vált amerikai PCC-elv volt és a Ganz is ez alapján készítette el a TM típus terveit: a villamosok (a megrendeléshez híven) négytengelyesek lettek és sok fokozatú szervomotoros kapcsolóberendezést kaptak. A villamosok ezek mellett kétirányúak lettek, budapesti elődeikhez képest alacsonyabb padlószintet kaptak és energiatakarékosabbak lettek, illetve újdonságot jelentettek a zárható teleszkópajtók is, ezzel megelőzve a kocsiról leesés veszélyét és növelve az utaskomfortot.
A Duna-parti villamosvonal tervét a második világháború miatt elvetették, azonban a Hadügyminisztérium támogatta a villamosvasúti fejlesztést az időközben megnövekedett utasforgalomnak köszönhetően.

### Stukák Budapest utcáin

#### Az első évek

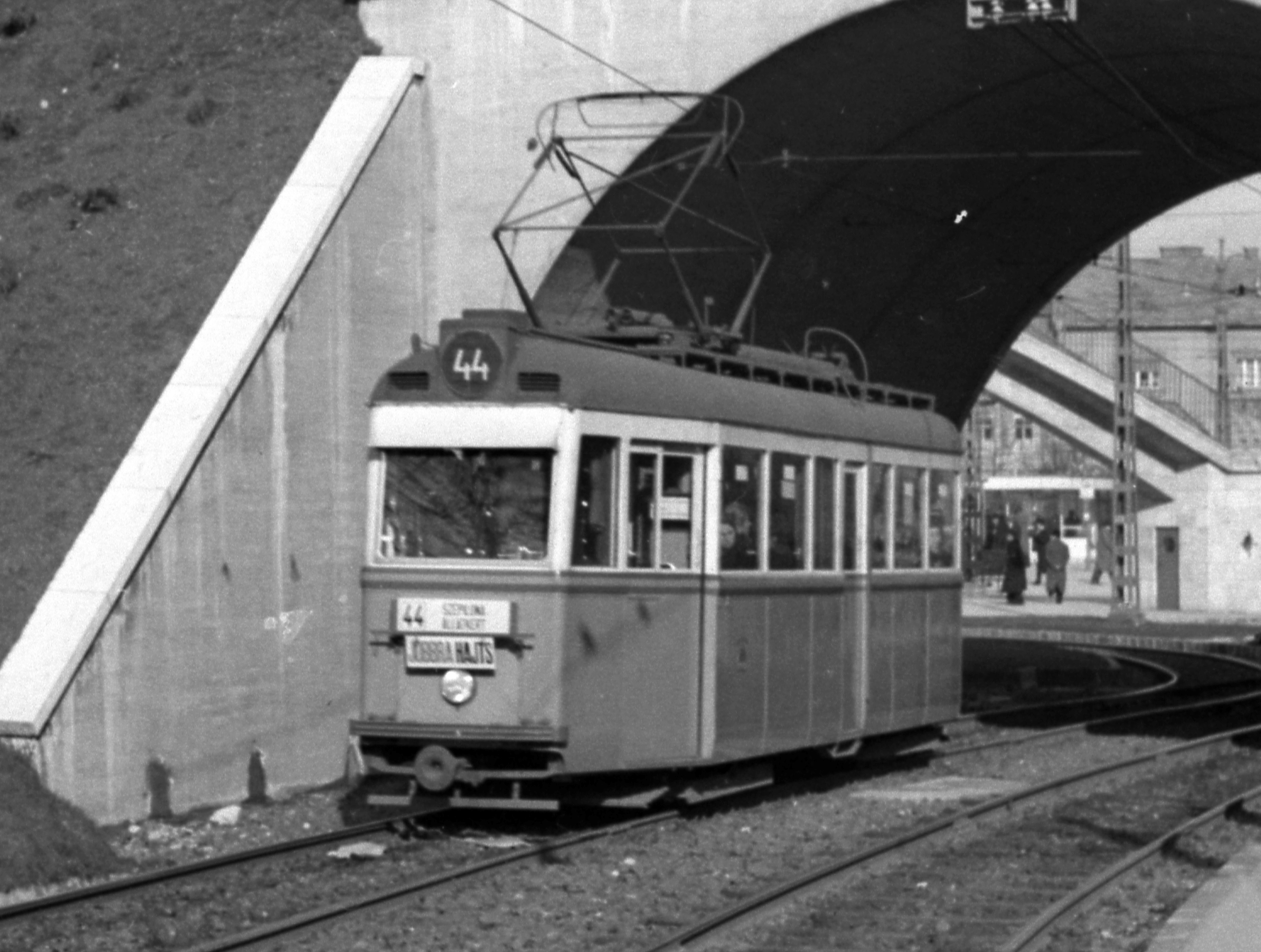
Stuka a 44-esen 1941-ben

Az első két kocsi (3600 és 3601) hatósági vizsgája 1940. november 8-án és 14-én történt meg, a BSzKRt a kocsikat 44-es vonalon állította forgalomba, viszont itt a Rákóczi út forgalma miatt a kocsik nagy sebessége nem tudott érvényesülni. Az utasoknak az utazás kényelmesebbé vált a fűtésnek és a bőrüléseknek köszönhetően, azonban a villamosok elődeiknél hangosabbak voltak: az utasok a Junkers Ju-87 zuhanóbombázó hangjához hasonlították a villamosok menethangját, és a típus még a világháború alatt megkapta a „Stuka” becenevet a német „Sturzkampfflugzeug” (zuhanóbombázó) kifejezésből.
1941-ben forgalomba álltak a 3602–3614-es pályaszámú kocsik is, az első kettőhöz hasonlóan, a 44-es villamosvonalon. Ugyanebben az évben az egyik német szaklap (mint legharmonikusabb terv) az év járművének választotta. A BSzKRt további kocsikat rendelt a Ganztól, ezek 1941-ben (3615–3629) és 1942-ben (3630–3649) érkeztek meg és a 16A vonalon is forgalomba álltak. Ekkorra a TM villamosok száma elérte az ötvenet. 1942-ben a kocsikat áthelyezték, ettől kezdve a 46-os, a 67-es és a 72-es vonalra osztották be, majd egy évvel később megjelentek a budai 61-esen és késő esténként a kispesti 43-ason is. A BSzKRt 1943. január 21-én újabb adagot rendelt a villamosokból (3675–3699), azonban a Ganz-gyárat 1944 áprilisában légitámadás érte, így a munkálatokat félbehagyták. Ezek a villamosok új ajtóműködtetést kaptak volna. A második világháború eseményei miatt anyaghiány lépett fel, emiatt a 3650–3672-es pályaszámú kocsik forgalomba állítása 1943-ig, a maradék kettőé (3673 és 3674) pedig 1947-ig elhúzott, ezek viszont eredetileg kijelölt pályaszámukat 1948 végén kapták meg, addig 3620-as és 3643-as kocsiként közlekedtek a főváros utcáin.

#### A világháború után

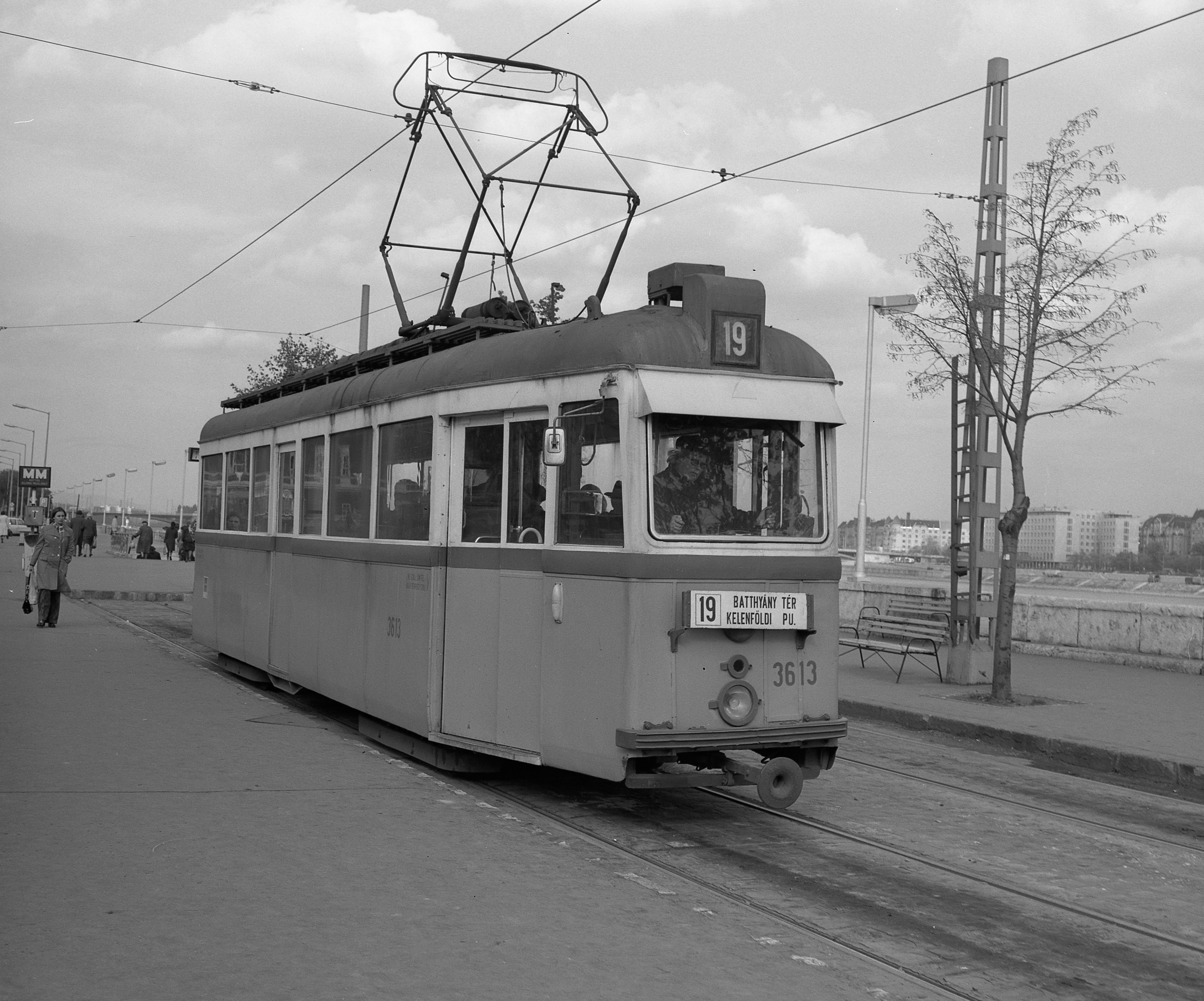
A 3613-as a Batthyány téren 1979-ben

A világháború után a kocsik középső ajtajait lezárták, 2-0-2 ajtókiosztással közlekedtek, az elsőt a vezető, a hátsót pedig az utasok és a kalauzok kezelték. A bőrüléseket falécülések váltották fel, és számukat harmincról tizenhatra csökkentették. Az 1950-es években a 2-es és a 61-es villamos vonalán közlekedtek, ahol ki tudták használni a kocsik gyorsaságát. Érdekesség, hogy a 3612-es ekkoriban elektropneumatikus ajtóműködtetést és egy hozzá tartozó légsűrítőt kapott, ennek köszönhetően a kocsi középső ajtaját is igénybe lehetett venni. Az 1956-os forradalom után a 42-es és a 63-as villamos vonalán jártak szolenoidfékes pótkocsikkal, de azokat csak egy közdarab segítségével sikerült elvontatni, mert alacsonyabban volt az ütközője a többi típushoz képest. A TM típusból kifejlesztett UV kocsik elterjedésével a Stukákat 1962-ben az Óbuda és a Szépilona kocsiszín állományába helyezték át és a 9-es, a 11-es, a 15-ös, a 17-es, a 18-as, a 33-as, a 60-as és a 61-es villamos vonalán szállítottak utasokat, a 18-ason pótkocsival, a többin pedig szóló motorkocsiként. 1966 januárjában az összes kocsit az Óbuda kocsiszínbe szervezték át, innen pedig az 5-ös, a 9-es, a 9A, a 10-es, a 11-es, a 15-ös, a 15A, a 17-es, a 33-as és a 33A viszonylatra lettek kiadva.

#### A selejtezés korszaka
A villamosok állapota az 1970-es évekre jelentősen leromlott: több villamos forgóvázkeretén és főkerettartóján repedés keletkezett, kikötötték a söntfokozatokat, emiatt végsebességük is csökkent. Még az évtized elején felmerült a villamosok forgóvázainak cseréje az UV villamosok forgóváztípusára. A feladattal és a 150 forgóváz legyártásával a BKV a Ganz-MÁVAG-ot bízta volna meg, erre azonban nem került sor. A Stukák hanyatlása 1972-ben kezdődött el, ekkor első körben tizenegy kocsit törölt a BKV az állományából, ebből ötöt (3608, 3633, 3639, 3641, 3655) tanulókocsivá alakítottak át és 7650–7654-es pályaszámon az Angyalföld kocsiszínbe helyeztek át. A 7651–7654-es kocsit 1974-ben selejtezték, a 7650-es pedig még 1978 októberéig húzta. Ezen a kocsin a Villamosipari Kutatóintézet 1978 júniusától aszinkronmotoros hajtási kísérleteket végzett munkanapokon délelőtt, a 11-es és a 33A vonalon. A Stukák még 1973-ban a 19-es villamoson is megjelentek. Az évtized végén az óbudai vonalcsoportra szorultak vissza. Utoljára a 33-as járaton közlekedtek, az utolsó kocsikat 1980. június 11-én selejtezték.
| Év   | Darabszám | Pályaszám(ok) | Megjegyzés                                                                                          |
| ---- | --------- | --- | --------------------------------------------------------------------------------------------------- |
| 1972 | 11 db     | 3624, 3633, 3639, 3641, 3647, 3649, 3653, 3655, 3666, 3672–3673                                                           | Tanulókocsikként 7650–7654 pályaszámon (új psz. szerinti sorrendben): 3633, 3673, 3641, 3639, 3655. |
| 1974 | 15+4 db   | 3602–3603, 3612, 3615, 3627–3631, 3643–3644, 3658–3659, 3670–3671, 7651–7654 (tanulókocsik)                               | |
| 1975 | 22 db     | 3605, 3607, 3609–3611, 3614, 3617, 3622, 3625, 3632, 3634–3635, 3637, 3648, 3651, 3656–3657, 3660, 3664, 3667, 3669, 3674 | |
| 1976 | 3 db      | 3642, 3646, 3665 | |
| 1977 | 13 db     | 3601, 3606, 3618–3621, 3623, 3626, 3638, 3645, 3654, 3663, 3668                                                           | |
| 1978 | 1 db      | 7650 (tanulókocsi) | |
| 1979 | 1 db      | 3600 | |
| 1980 | 8 db      | 3604, 3613, 3616, 3636, 3640, 3650, 3661–3662                                                                             | |

## Utódok

### Ganz TV
A TV (Távvezérelt) típust három világháborúban megsérült Stuka kocsiból készítették el, ezek korábban 3608-as (3700), 3652-es (3701) és 3667-es (3800) pályaszámmal közlekedtek a fővárosban. A 3608-asból és a 3667-esből távkapcsolású motorkocsik lettek, a 3867-es pedig pótkocsivá alakították át. A kocsik villamosfékezésének távvezérlését is megoldották, kétszárnyú lett a középső ajtajuk, Alemann típusú szoros ütközőt kaptak (az UV-ban is ezeket építették be) és az utasterük is átalakult. A kocsik kortársaiknál halkabbak lettek, részben ennek és részben későbbi megmagyarázhatatlan műszaki hibáinak köszönhetően kapták meg a „Szellem” becenevet. A hármas csatolt szerelvény bemutatására az 1948-as Budapesti Nemzetközi Vásáron került sor, a Városligetben. A kocsiknak több hibájuk is volt, emiatt többször félre lettek állítva, ez a közlekedésük alatt végig fennállt. Hatósági vizsgáját a szerelvény 1948. július 30-án kapta meg. 1949-től két kétkocsis szerelvényként közlekedtek, a 3700-as a 3800-assal, a 3701-es pedig az 5835-ös pótkocsival csatolva. 1952-ben forgóvázukat külső csapágyazásúra cserélték, emiatt oldallemezelésüket (a szélesebb konstrukció miatt) ki kellett vágni. A 3800-as pótkocsit 1954-ben 4100-asra számozták át, majd egy évvel később visszaalakították TM motorkocsinak és a 3672-es pályaszámot kapta (1959-től ismét 3667-es lett). A két megmaradt motorkocsi ezután továbbra is közlekedett, 1964-ben az UV-kal megegyező forgóvázat kaptak, ugyanekkor a forgóváz-takarólemezeiket eltávolították. Tíz évvel később a Fehér úti főműhelyben az UV5-ös típussal megegyező kivitelűre alakította át őket a BKV, a legszembetűnőbb változás a középső ajtó melletti ablakok beépítése volt, emiatt alig lehetett megkülönböztetni a villamosokat az UV-któl. A villamosokat 1995-ben törölték a járműállományból, azóta a Ferencváros kocsiszínben vannak félreállítva.

### Ganz UV

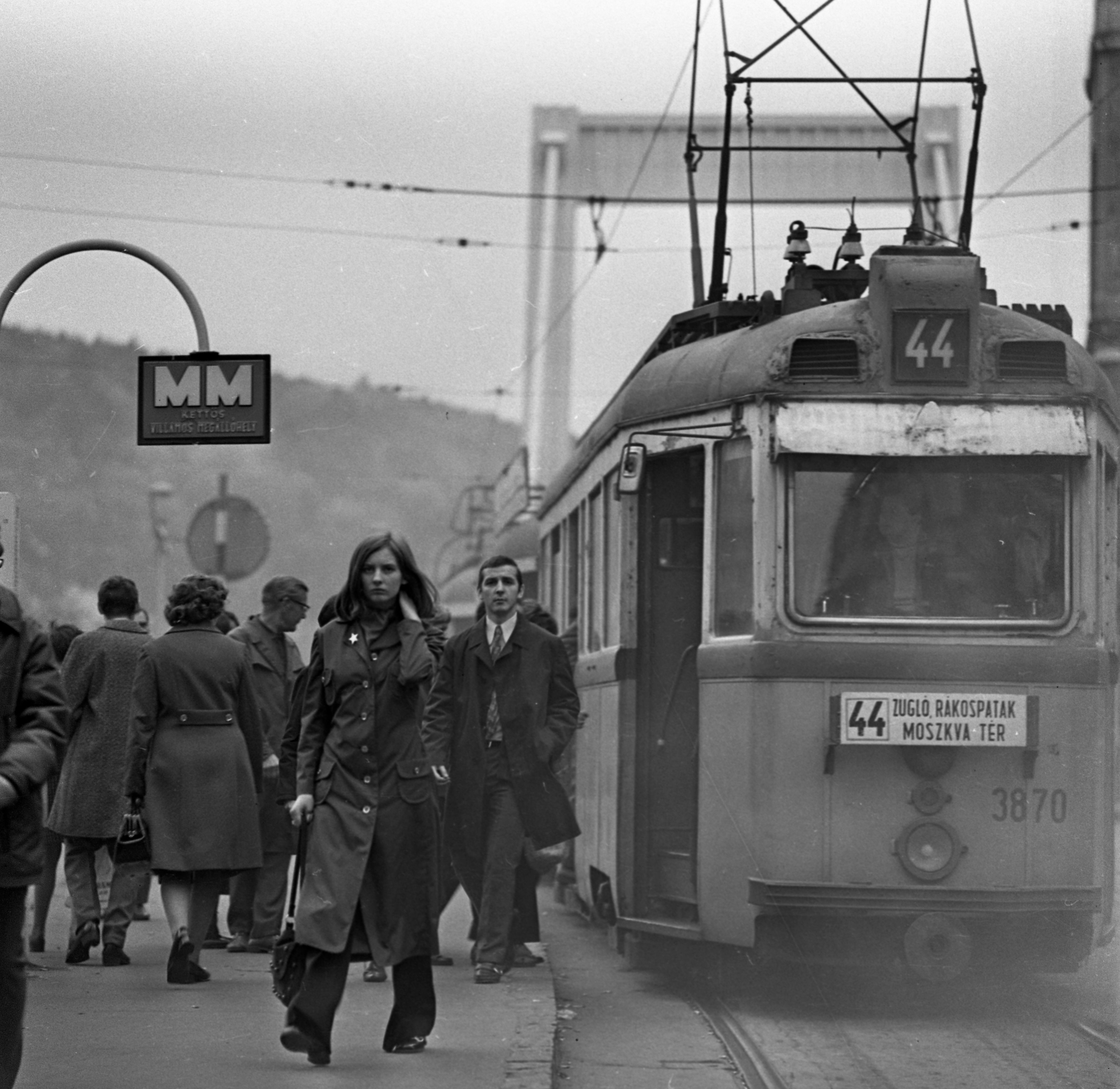
Az UV5-ös széria egyike 1972-ben

Az 1950-es évek elején az FVV a Stukáknál erősebb és nagyobb befogadóképességű járműveket kívánt beszerezni a Ganz Villamossági Gyártól 1951 és 1953 közötti szállítással, azonban a megrendelést a gyárat felügyelő Kohó- és Gépipari Minisztérium törölte. Ugyanekkor felmerült a Stukák újragyártása, de a típus hibái (leginkább forgóváz-problémák) miatt ezt elvetették. A TV típus mintájára a Ganz elkészítette az UV (U típusú távvezérelt) kocsik prototípusát, amit 1956-ban mutattak be. Az első széria egy része (3200–3214, 3228) ekkor még TA 1,12-es motort kapott, ugyanis nem készült el az új, TA 1,18-as motortípus, de végül ezekben a kocsikban is végrehajtották az újra való cserét. A TV típustól eltérően az UV villamosok 2-1-2 ajtókiosztást kaptak a 2-2-2 helyett.
A villamosokból négy modellváltozatot gyártottak, ezek az UV1, UV2, UV3 és UV5 típusjelzést kapták. Az első három széria 1956-tól 1961-ig, az utolsó széria pedig 1962 és 1965 között készült. A villamosokat az FVV a 3200–3474 (UV1: 3200–3249; UV2: 3250–3349; UV3: 3350–3474) és a 3800–3899 (UV5) pályaszám-tartománnyal látta el. UV4-es típus nem készült, ezt valószínűleg társainál hosszabb kocsiszekrénnyel építették volna meg. Az UV-kból a Ganz összesen 375 darabot gyártott, ezzel ez lett a valaha gyártott legnagyobb példányszámú magyar villamostípus. A villamosok 2007 augusztusáig közlekedtek a főváros utcáin, ezalatt az 51 év alatt a budapesti villamosvonalak nagy részén megfordultak.

### Ganz UZ

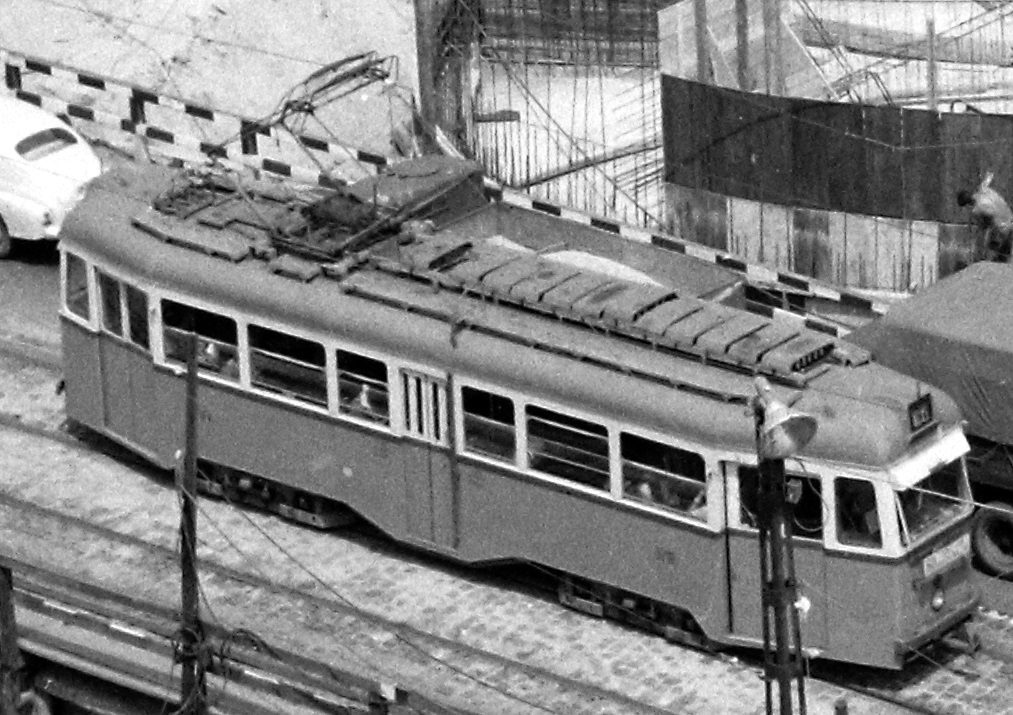
UZ az Astoriánál 1963-ban

A Ganz-gyár 1958–59-ben elkészítette a Stukák mintájára az alumínium kocsiszekrényű UZ típust az acélvázas TM típussal való összehasonlítás érdekében. Az UZ-k gyártása több pénzbe került az elődjeihez képest, azonban az össztömegük és energiafogyasztásuk közel a negyedével kevesebb volt mint a Stukáké. Ebbe a típusba már az UV-knál ismert TA 1,18-as motor került. A kocsik ajtajai motoros működtetésűek voltak, azonban egy darabig a középső ráncajtót lezárták, a szélsőket pedig kézi működtetésű pisztolyzáras ajtókká alakították át. Az UZ típusból két darab készült, ezek 3710-es és 3711-es pályaszámon álltak forgalomba. Érdekesség, hogy a 3710-es a kezdetekben nem lett lefényezve, borítása alumíniumszürke volt. A villamosokat a Hungária kocsiszín vette állományba és jellemzően a 2-es vonalon közlekedtek, innen az 1960-as évek elején Óbudára kerültek és az 5-ös vonalon jártak általában. Az 5-ös megszűnése után (1974-től) a 33A vonalon közlekedtek 1976 decemberéig, ekkor mindkettő villamost törölték az állományból. A 3711-est elbontották, társa a székesfehérvári Alumíniumipari Múzeum kiállítását díszítette, azonban ott rossz állapotban tárolták, emiatt 2001-ben visszakerült Budapestre, a BKV Rt. (ma BKV Zrt.) Fehér úti főműhelyébe.

## Képgaléria

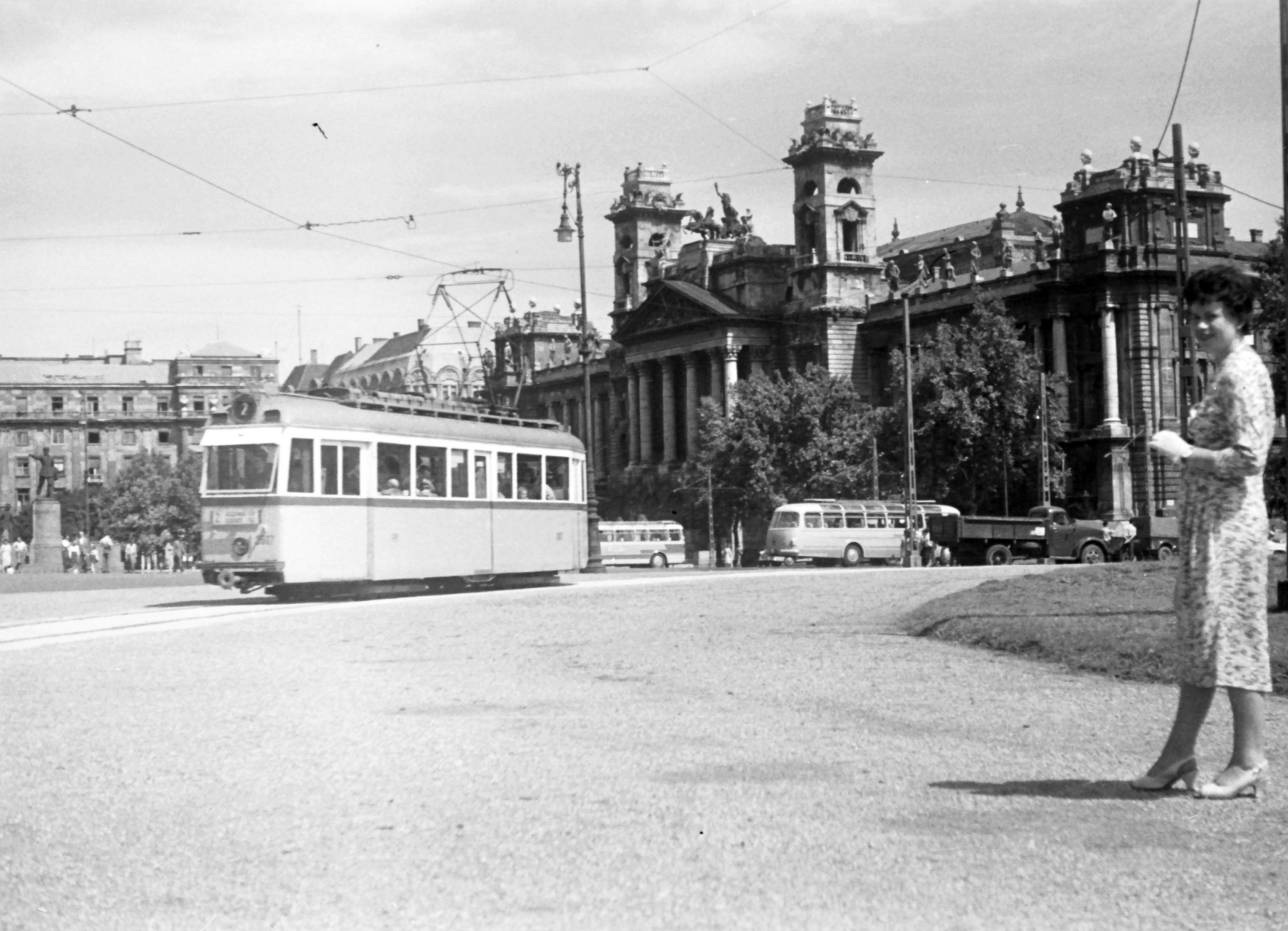
3638-as kocsi a Kossuth téren 1959-ben
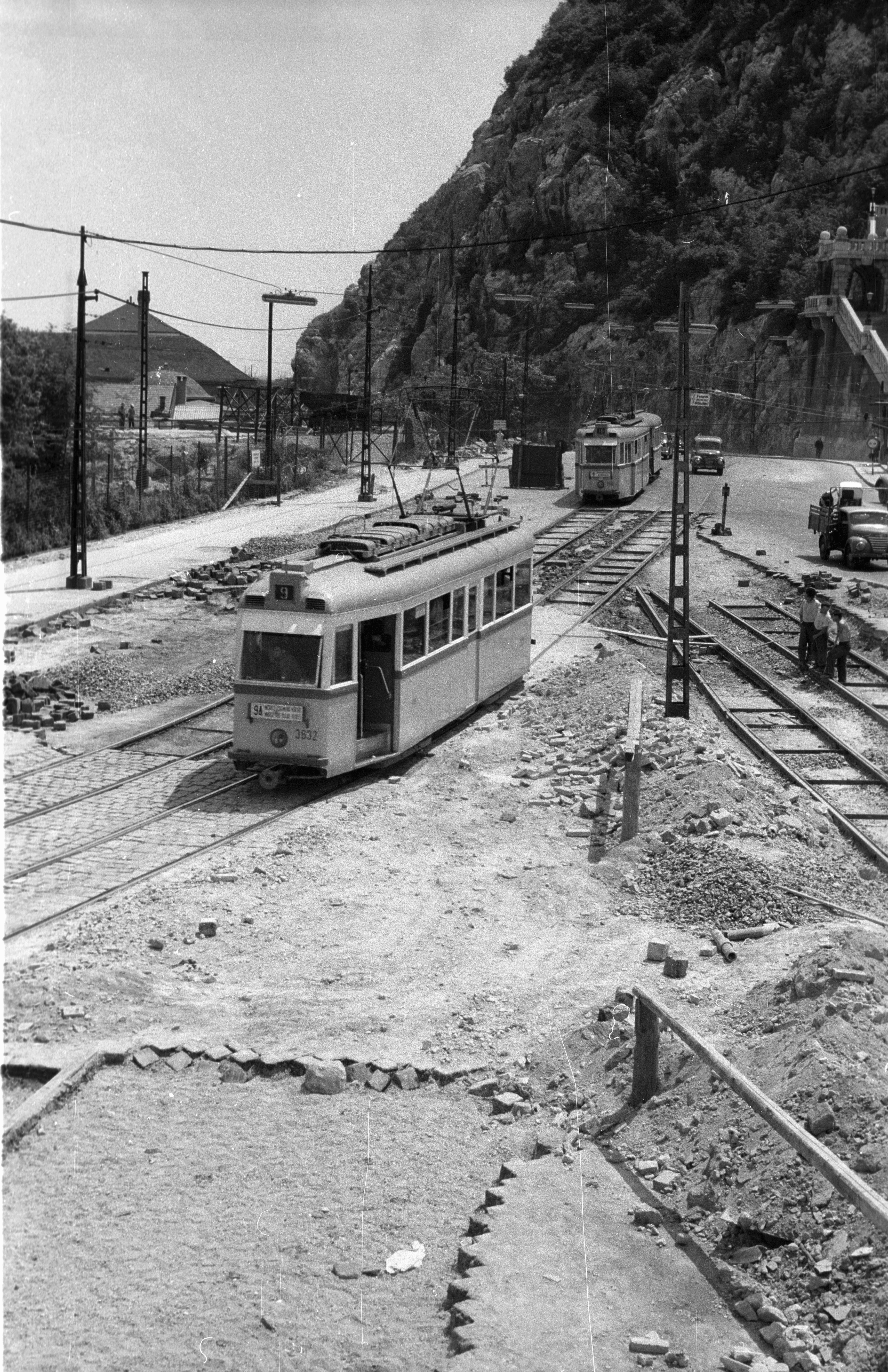
TM villamosok a Döbrentei térnél
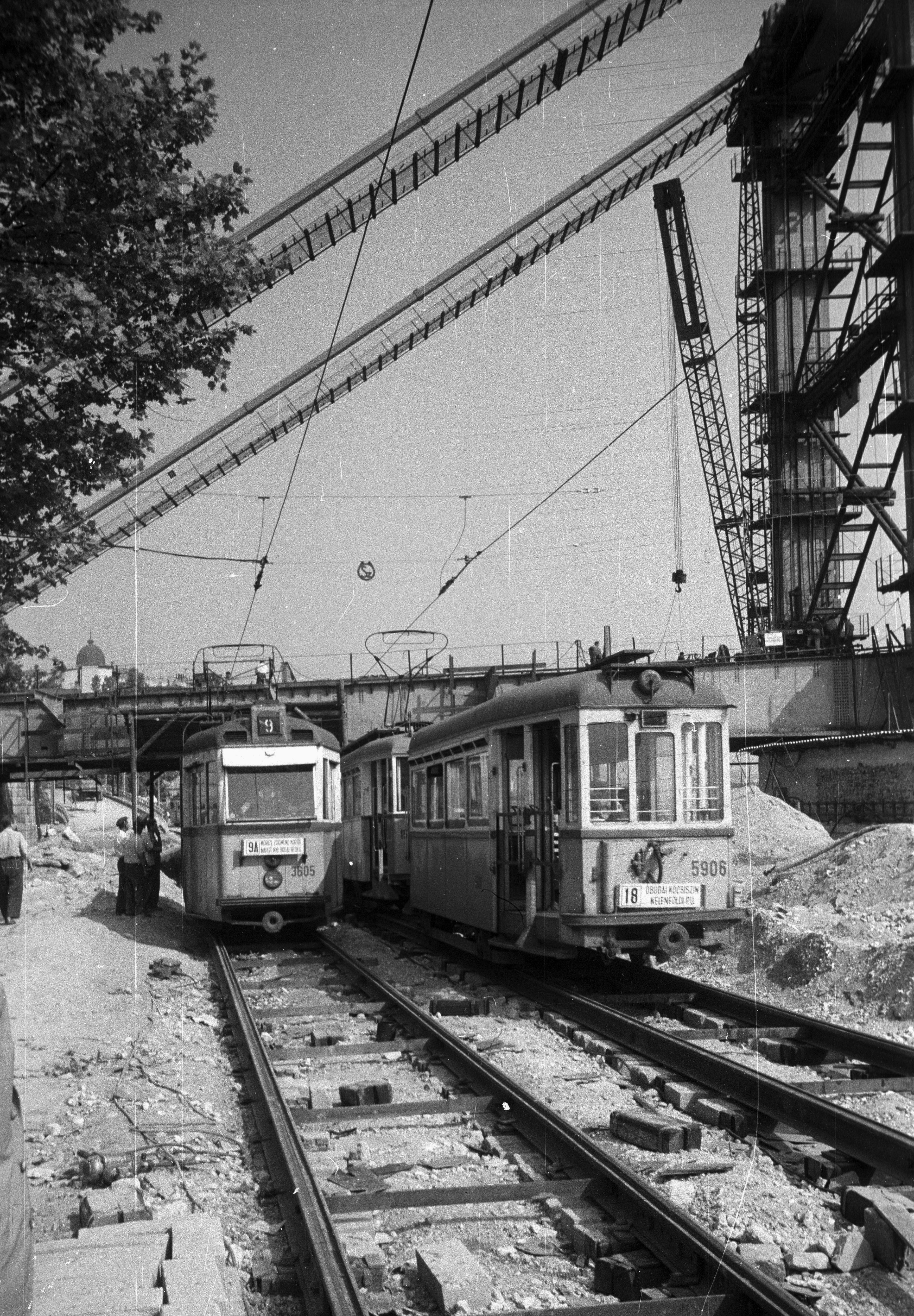
Stuka villamos a budai rakparton 1963-ban
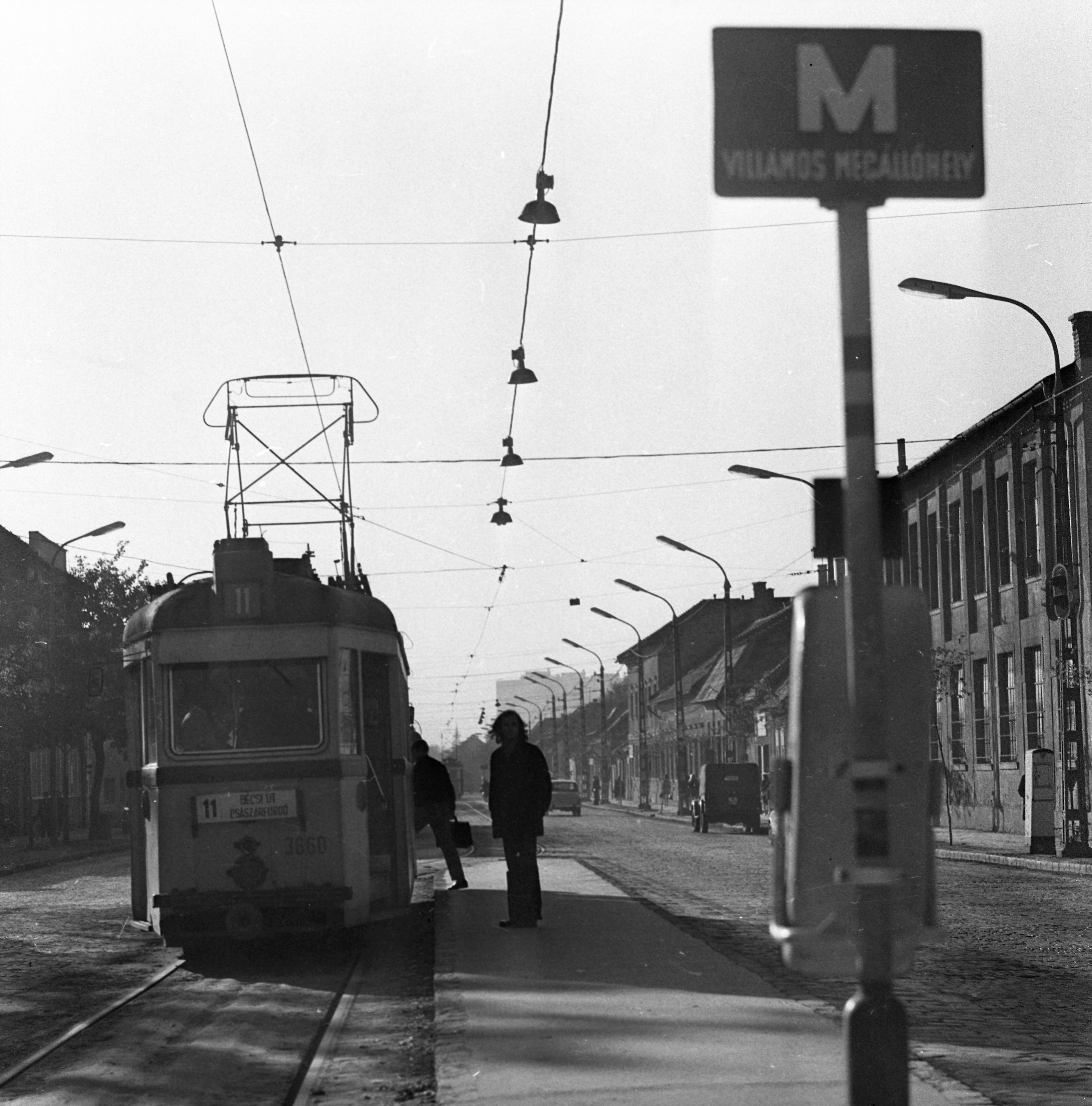
A 3660-as Stuka a Vörösvári úton 1972-ben
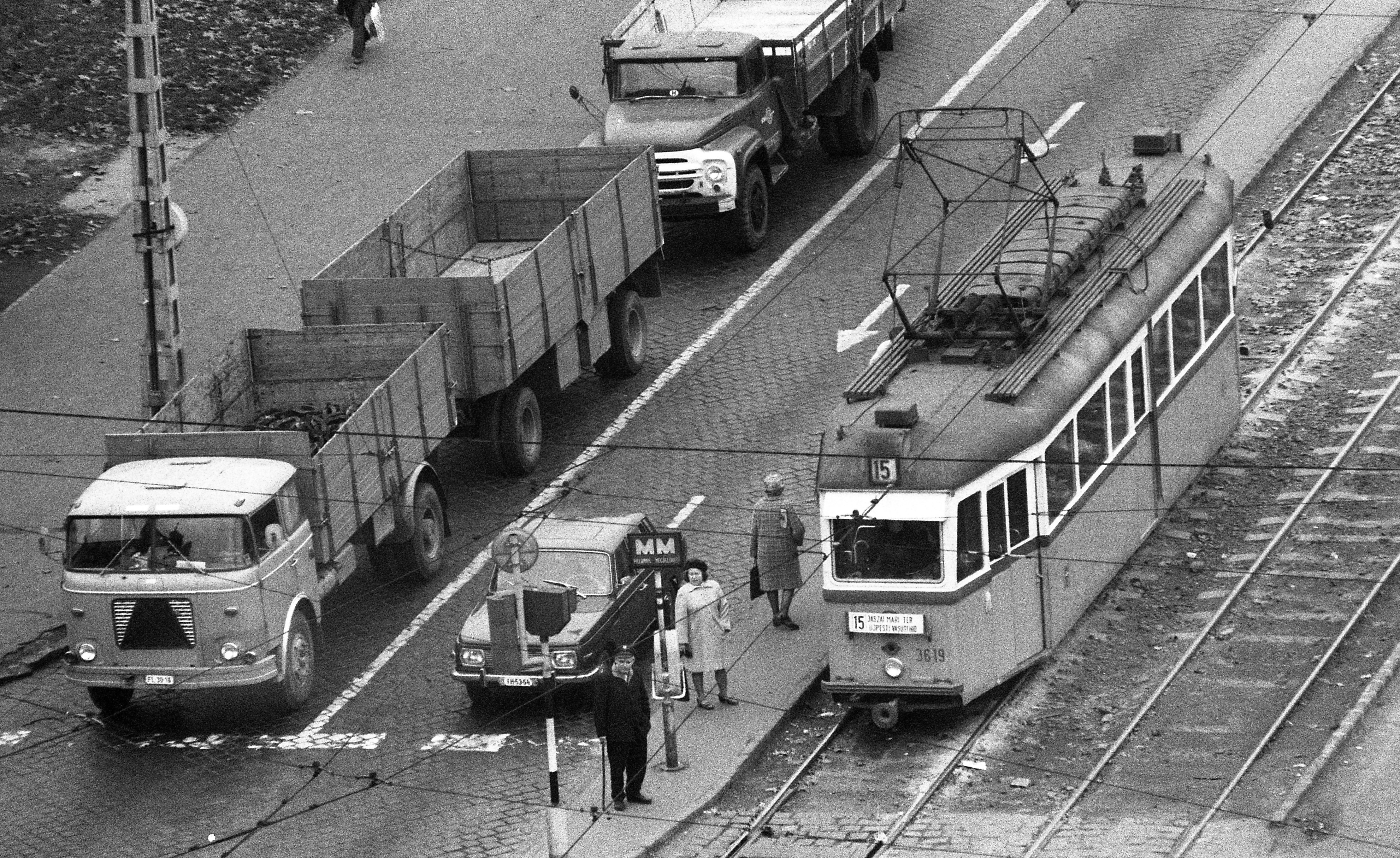
A 3619-es kocsi a 15-ös vonalon 1976-ban
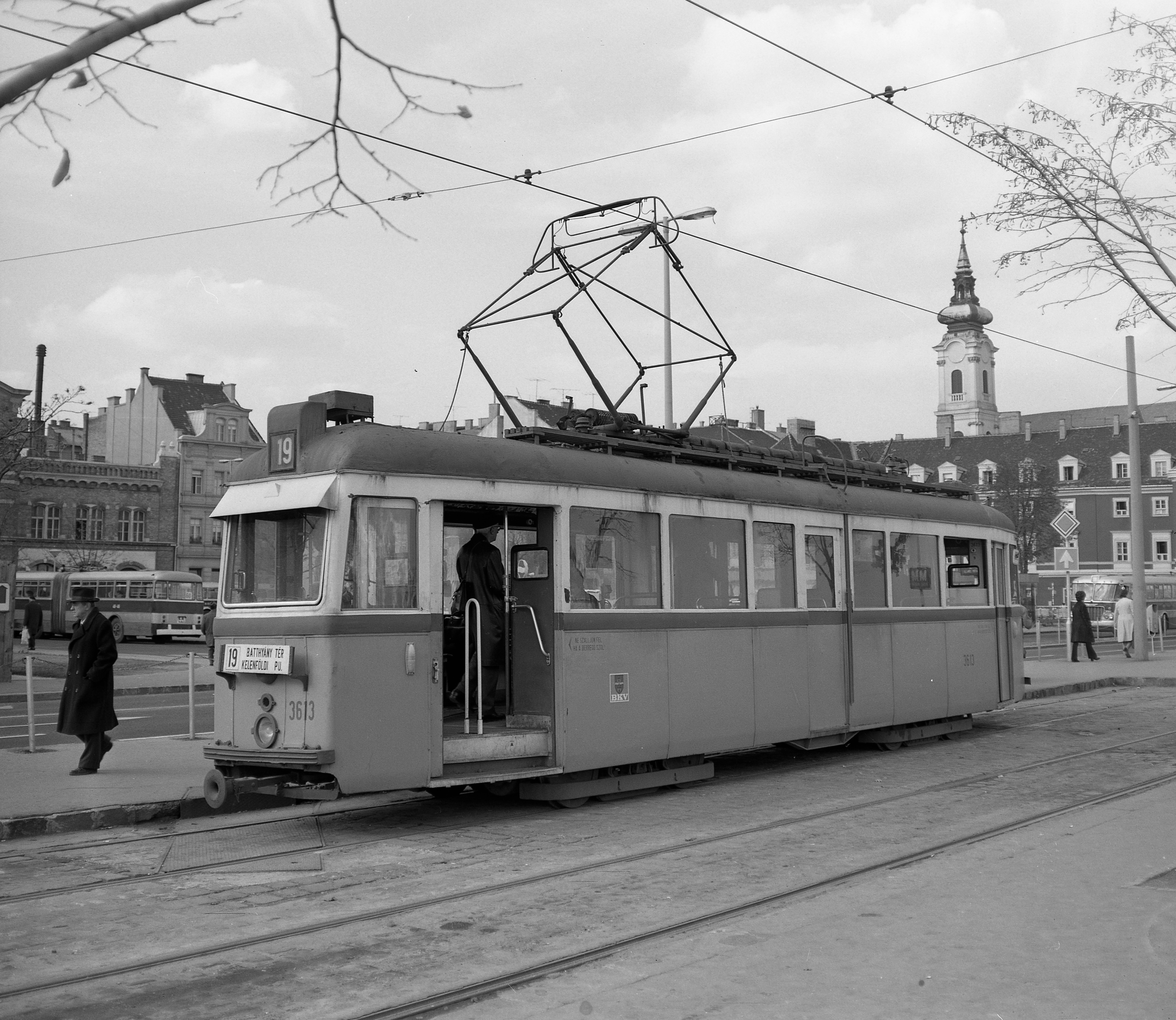
TM motorkocsi a Batthyány téren